# 주생역
주생역(Jusaeng station, 周生驛)은 전북특별자치도 남원시 주생면 제천리에 위치한 전라선의 역이다. 
2007년 1월부터 역무원이 근무하지 않는다.

## 연혁
- 1933년 10월 15일 : 배치간이역으로 영업 개시
- 1940년 10월 1일 : 보통역으로 승격
- 1977년 5월 16일 : 소화물 취급 중지
- 2004년 7월 15일 : 여객 취급 중지
- 2004년 8월 5일 : 전라선 복선 전철화 구간 이설로 신역사 이전
- 2007년 1월 1일 : 무배치 간이역으로 격하